# Antônio, Duque de Galliera
Antônio Maria Luís Filipe João Florêncio de Orléans e Bourbon (em espanhol: Antonio María Luis Felipe Juan Florencio de Orleans y Borbón, Sevilha, 23 de fevereiro de 1866 – Paris, 24 de dezembro de 1930), foi um príncipe francês da Casa de Orléans e Infante de Espanha, o quarto Duque de Galliera, era membro da família real francesa e espanhola.

## Início de vida
Antônio de Orleães foi o único filho varão dos duques de Montpensier que chegou à idade adulta. Antônio era filho do príncipe francês Antônio, duque de Montpensier e da infanta Luísa Fernanda da Espanha. Pelo lado paterno era neto do rei Luís Filipe I da França e da sua esposa, a princesa Maria Amélia das Duas Sicílias. Pelo lado materno era neto do rei Fernando VII da Espanha e de sua quarta esposa, princesa Maria Cristina das Duas Sicílias, rainha-regente da Espanha.
O infante Antônio nasceu no final do reinado da sua tia Isabel II, que teve de deixar a Espanha com o resto da família real após a Revolução de 1868. No entanto, o pai de Antônio, o ambicioso e liberal duque de Montpensier, tinha financiado os revolucionários com o seu dinheiro, com a esperança de ascender ao trono da sua cunhada. Infelizmente para ele, o projecto fracassou e o desterro dos Orleães também foi ordenado pelo governo provisório.
Em Dezembro de 1874, o golpe de estado liderado pelo general Arsenio Martínez Campos permitiu a restauração da monarquia espanhola e Afonso XII foi proclamado como novo soberano graças à renuncia da sua mãe. Os Orleães foram perdoados e o jovem Antônio voltou a viver com a sua família em Sevilha, no Palácio de San Telmo. Em 1878 deu-se a reconciliação entre os Orleães e os Bourbon com o casamento do rei Afonso XII com uma das irmãs de Antônio, a infanta Maria das Mercedes de Orleães.

## Casamento

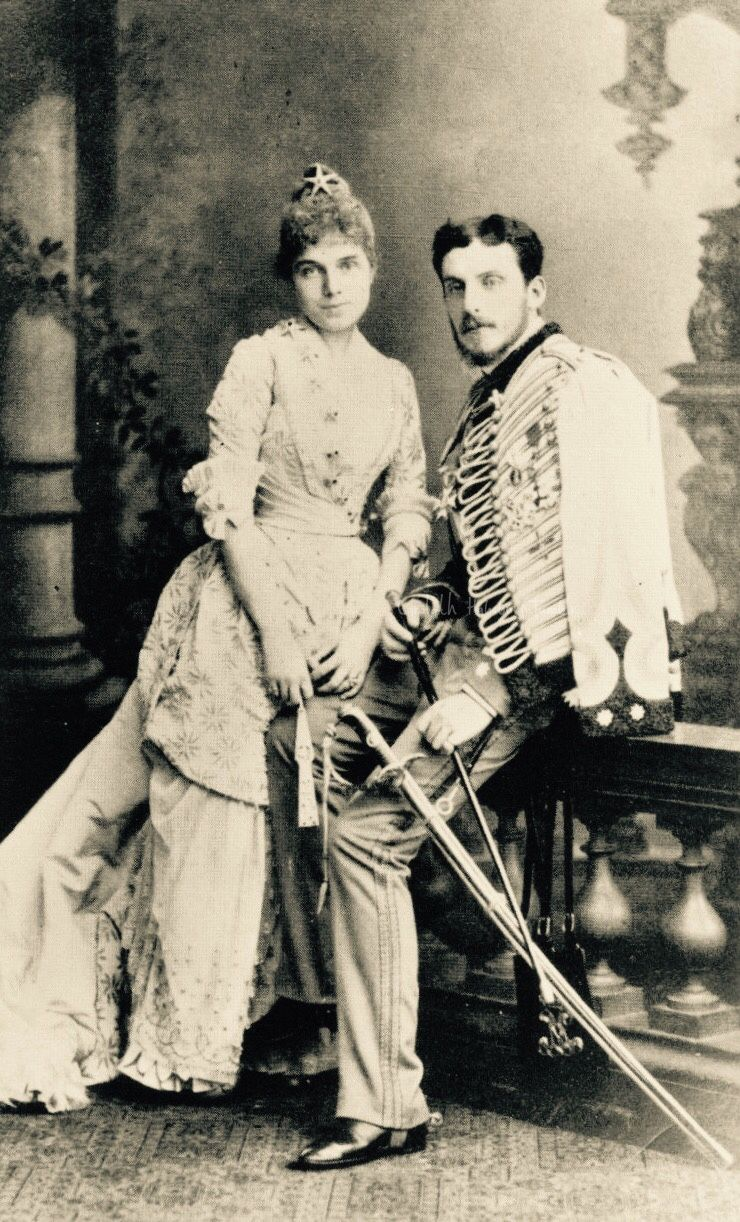
Antônio e Eulália, c. 1880

Em 6 de Março de 1886 em Madrid, Antônio casou-se com sua prima a infanta Eulália da Espanha, filha da rainha Isabel II de Espanha e de seu marido Francisco de Assis de Espanha.
Antônio e Eulália tiveram dois filhos:
- Afonso, Infante da Espanha e 5º Duque da Galliera (1886–1975);
- Luís Fernando, Infante da Espanha (1888–1945);

O seu casamento com Eulália não foi feliz, uma vez que ele era vulnerável e extravagante, enquanto ela era uma mulher forte e cultivada que não aceitava as humilhações às quais era submetida por Antônio. Contudo, a união de Antônio com a irmã do rei deu-lhe um lugar oficial na corte de Madrid. Assim, em 1892, os príncipes fizeram uma viagem por Cuba e pelos Estados Unidos, para celebrar o quarto centenário da descoberta da América por Cristóvão Colombo. Finalmente, e com grande escândalo, o casal separou-se para se divorciar posteriormente.

## Duque da Galliera
Em 1895, o rei Humberto I da Itália restabeleceu o título de Duque da Galliera por favor a Antônio de Orleães, uma vez que o herdeiro legítimo do título, Philipp la Renotière von Ferrary, o tinha renunciado e o infante Antônio encontrou os laços familiares que o unia à duquesa de Galliera, Maria de Brignole-Sale.
Em 1900, Antônio conheceu Marie-Louise Le Manac’h, viúva de Simon Gugenheim, no Hotel Savoy de Londres. Foi imediatamente seduzido pela jovem e os dois começaram uma relação amorosa que expuseram durante uma viagem por Londres, Paris e Sevilha. Ainda assim, Antônio era incapaz de ser infiel e pôs fim à relação em 1906.
Durante os anos, o príncipe tinha mantido um estilo de vida dispendioso e tinha destruído a fortuna familiar enquanto a sua esposa vivia numa pobreza relativa. Os seus gastos excessivos fizeram com que tivesse de vender terras do seu ducado italiano em 1919.
Antônio de Orleães morreu em 1930, na miséria, e os seus restos mortais foram levados para o panteão dos infantes no Mosteiro do Escorial.

## Títulos, honras e brasões

### Títulos e estilos
- 23 de fevereiro de 1866 – 5 de fevereiro de 1890: Sua Alteza Real, o Príncipe Antônio de Montpensier, Príncipe de Orléans, Infante da Espanha
- 5 de fevereiro de 1890 – 24 de dezembro de 1930: Sua Alteza Real, o Duque de Galliera

### honrarias
Reino da Espanha
- Cavaleiro da Ordem do Tosão de Ouro (16 de setembro de 1880)

- Grã-Cruz da Ordem de Carlos III (23 de fevereiro 1866)

- Tenente General da Ordem de Montesa

- Cavaleiro da Real Maestranza de Caballería de Sevilla (1866)[3]

- Cavaleiro da Corporação Real de Cavalaria de Ronda

 Reino da Baviera
- Grã-Cruz da Ordem de São Huberto

### Brasões

Brasão de armas de Antônio, 4º Duque da Galliera